# Yngve Casslind
Yngve Casslind, född 28 juni 1932, död 17 september 1992, var en svensk ishockeymålvakt som spelade 36 matcher för Sveriges herrlandslag i ishockey mellan 1955 och 1958. Han blev världsmästare och europamästare 1957 i VM-turneringen som spelades i Moskva. Han deltog också med Tre Kronor i Olympiska vinterspelen 1956 i Cortina d'Ampezzo där laget slutade på fjärde plats, en placering som samtidigt innebar en silvermedalj i europamästerskapen.
Yngve Casslind spelade för IK Göta mellan åren 1954 och 1957 och för Skellefteå AIK fram till 1961.

## Meriter
- VM-guld 1957
- EM-guld 1957
- OS-fyra 1956
- EM-silver 1956